# San Telmo, Buenos Aires

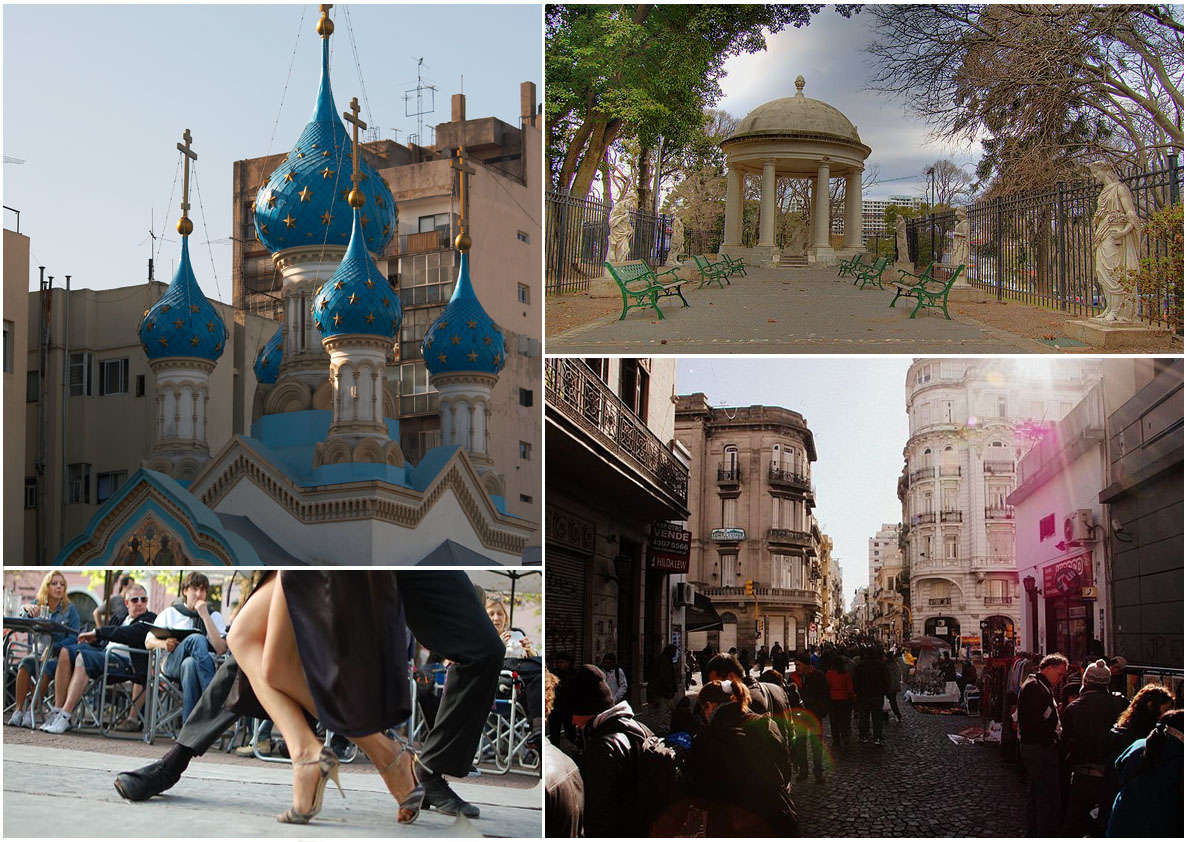
San Telmo

San Telmo este un cartier în orașul Buenos Aires, Argentina. În 2001 avea o populație totală de 25.969 locuitori.